# Richard Freudenberg (Politiker)

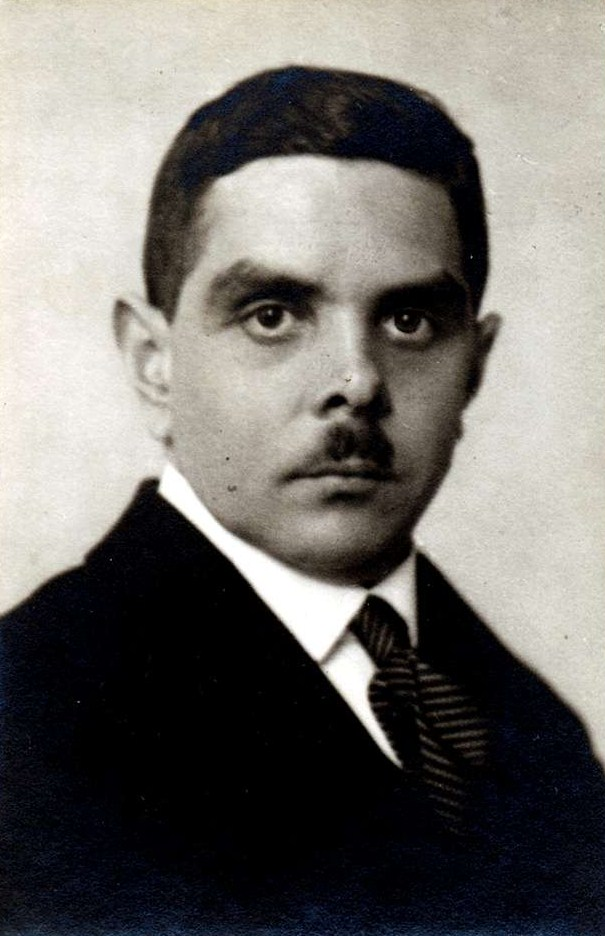
Richard Freudenberg (um 1919)

Richard Freudenberg (* 9. Februar 1892 in Weinheim; † 21. November 1975 in Reutte/Tirol) war ein deutscher Unternehmer und Politiker (DDP, später FWG). Er war 48 Jahre in dem von seinem Großvater Carl Johann Freudenberg im Jahre 1849 als Gerberei gegründeten Unternehmen, der heutigen Freudenberg-Gruppe tätig. Fast vierzig Jahre davon hatte er die Funktion des Sprechers der Unternehmensleitung inne.
In der Zeit der Weimarer Republik war er Abgeordneter der linksliberalen DDP im Badischen Landtag. Bei der Bundestagswahl 1949 errang er als Unabhängiger das Mandat im Wahlkreis Mannheim-Land bis 1953. Als Abgeordneter setzte er sich unter anderem maßgeblich für die Gründung des vereinten Landes Baden-Württemberg ein und erdachte den Modus, nach dem die vorangehende Volksabstimmung durchgeführt wurde.

## Kurzbiographie
Freudenberg kam am 9. Februar 1892 als siebtes Kind und fünfter Sohn seiner Eltern Hermann Ernst Freudenberg und Helene geb. Siegert in Weinheim zur Welt. Er verlebte mit neun Geschwistern seine Jugend im Hermannshof in Weinheim, besuchte die Grundschule des Benderschen Institutes und das neue Gymnasium Weinheim (heute Werner-Heisenberg-Gymnasium), an dessen Gründung sein Vater beteiligt war. 1911 beendete Freudenberg seine Schulzeit mit dem Abitur.
Ursprünglich hatte er nicht vorgehabt, in die Familienfirma einzutreten, sondern nach der Schulzeit zum Wintersemester 1911/12 ein Studium der Botanik an der Universität Bonn aufgenommen, wobei er sich besonders für Pflanzengenetik interessierte. 1912 besuchte er während eines Studienaufenthaltes in England die Universität in Hastings und die University of Reading. Hier lernte er die politische Kultur und das demokratische System der englischen Gesellschaft kennen. Ab dem Wintersemester 1912/13 studierte er an der Technischen Hochschule in Berlin, an der er seine Doktorarbeit über Kreuzungsversuche mit Kohlpflanzen begann.
Als er seine Doktorarbeit vorbereitete, brach 1914 der Erste Weltkrieg aus. Seine Brüder wurden zum Kriegsdienst einberufen, und sein Vater bat ihn, das Studium abzubrechen und in die Verantwortung für das Unternehmen einzutreten.
Im Jahr 1919 begann die politische Karriere von Freudenberg. Ab 1919 wurde er in der Nachfolge seines Vaters in den Weinheimer Gemeinderat und kurze Zeit später als Abgeordneter der Deutschen Demokratischen Partei im Badischen Landtag in Karlsruhe gewählt.
Am 21. November 1975 starb Richard Freudenberg im Alter von 83 Jahren in Reutte/Tirol. Er wurde in seiner Heimatstadt Weinheim beigesetzt.

## Der Unternehmer Freudenberg
Richard Freudenberg trat am 1. September 1914 auf Bitten seines Vaters Hermann Ernst Freudenberg ins Unternehmen ein. Nach dem Ausbruch des Ersten Weltkrieges (1914–1918) waren seine Brüder Hans und Otto Freudenberg sowie sein Vetter Walter Freudenberg, die bereits im Unternehmen tätig waren, zum Kriegsdienst einberufen worden. Freudenberg brach seine bereits begonnene Dissertation in Botanik ab und übernahm zur Unterstützung des Vaters zunächst die Finanzen und das Personalwesen. Er arbeitete sich aber systematisch in alle Gebiete des Unternehmens ein.
Bereits der Firmengründer Carl Johann Freudenberg hatte 1874 eine Betriebskrankenkasse für die Mitarbeiter eingerichtet. Um die aus dem Ersten Weltkrieg resultierende angespannte finanzielle Lage der Mitarbeiter zu verbessern, erarbeitete der Enkel einen „Dienstprämienvertrag“, der zum 1. Juli 1918 eingeführt wurde. Mitarbeiter, die länger als fünf Jahre im Unternehmen beschäftigt waren, konnten eine verzinsliche Beteiligung von 1200 Mark am Kapital des Unternehmens erhalten. Diese Verträge wurden bis zum Ausbruch der Weltwirtschaftskrise 1929 an die Mitarbeiter vergeben. Danach wurden keine Verträge mehr abgeschlossen, die Zinsen wurden aber bis zum Tode des letzten Vertragspartners 1992 ausgeschüttet.
Richard Freudenberg wurde 1922 zusammen mit seinen Brüdern Hans und Otto Freudenberg in die Unternehmensleitung berufen. Sein Vetter Walter Freudenberg gehörte der Leitung bereits seit 1908 an. Das Unternehmen war von Richards Vater Hermann Ernst Freudenberg noch sehr patriarchalisch geführt worden. Mit seinem Tode im Jahr 1923 übernahm Richard Freudenberg die Rolle des Sprechers der Unternehmensleitung, allerdings als „Primus inter Pares“. Zusammen mit den anderen Unternehmensleitungsmitgliedern der dritten Generation überführte Freudenberg das Unternehmen zu einem arbeitsteiligen Führungsstil moderner Prägung.
Eine weitere Triebkraft von Richard Freudenbergs unternehmerischem Handeln war die Internationalisierung des Unternehmens. So forcierte er 1923 auch die Aufnahme von Handelsbeziehungen nach China. Außerdem unternahm er zwischen 1928 und 1930 einige Reisen in die USA, nach Russland und andere europäische Länder, um neue Geschäftskontakte anzubahnen. Als Resultat davon wurde 1929 in Boston, USA, die erste amerikanische Gesellschaft der Firma gegründet.
Die Weltwirtschaftskrise brachte die gesamte Lederwirtschaft in Deutschland an den Rand ihrer Existenzfähigkeit. Der Verkaufspreis für ein fertiges Kalbleder sank dramatisch: Er betrug nur noch ein Fünftel des Einkaufspreises für Rohfelle. Um die Arbeitsplätze der mehr als 3.500 Mitarbeiter in dieser kritischen Situation zu sichern, entwickelten Freudenberg und die anderen Geschäftsführer ein eigenes Kurzarbeitsmodell. Die Arbeitszeit der Belegschaft wurde halbiert. So hatten die Mitarbeiter und ihre Familien die Chance, die schwierige Zeit der Weltwirtschaftskrise durchzustehen. Gleichzeitig konnte damit deren Knowhow im Unternehmen gehalten werden.
Freudenberg betreute die Personalangelegenheiten der leitenden Angestellten persönlich. Die Einstellung von Entwicklungsingenieuren wie Walther Simmer versetzte das Unternehmen in die Lage, den Ausweg aus der wirtschaftlichen Krise über die Entwicklung neuer Produkte und damit durch eine gezielte Diversifizierung zu suchen. Der erste Schritt war im Jahr 1929 die Herstellung von Manschettendichtungen aus Leder für die wachsende Automobilindustrie. Diesen ersten Dichtungen folgte 1932 der Simmerring, ein Radialwellendichtring bestehend aus Metallgehäuse, einer Dichtlippe aus Leder und einer Anpressfeder (Wurmfeder). 1936 wurde die Lederdichtlippe durch einen Dichtungsring aus Gummi ersetzt. Durch diese Innovation wurde Freudenberg zum führenden Dichtungsspezialisten.
1933 übernahm die Firma Freudenberg die Schuhproduktion und die -handelskette der im jüdischen Besitz befindlichen Firma Conrad Tack in Burg bei Magdeburg. Bereits 1932 gab es erste Übernahmegespräche zwischen der wirtschaftlich angeschlagenen Firma Tack und ihrem langjährigen Lederlieferanten Freudenberg, die allerdings aufgrund der Auswirkungen der Weltwirtschaftskrise zunächst scheiterten. Nach der Machtübernahme der Nationalsozialisten spitzte sich die Lage der Firma Tack stetig zu. Erneut nahm Tack mit Freudenberg Übernahmegespräche auf, die schließlich 1933 zur vertraglichen Einigung führten. Damit stieg Freudenberg in das Geschäft mit Schuhen ein.
Das Unternehmen Freudenberg übernahm zwischen 1933 und 1936 sukzessive die Kinderschuhfabrik Gustav Hoffmann in Kleve mit der Marke „elefanten“. Zusätzlich weitete Freudenberg zwischen 1937 und 1938 seine Schuhaktivitäten durch die „Arisierung“ der Firmen J. Kern & Co. GmbH in Pirmasens, einem Hersteller von Hinterkappen, und C. Fisch & Co. in Heidelberg, einem Babyschuhhersteller, aus. Darüber hinaus übernahm Freudenberg 1938 das Roßledergeschäft der befreundeten jüdischen Firma Sigmund Hirsch in Weinheim.
Richard Freudenberg wurde im Krieg auch zu einem Zulieferbetrieb der Rüstungsindustrie. Die wichtigsten Produkte waren Dichtungen für verschiedene militärische Anwendungen, insbesondere für Fahrzeuge, sowie Schuhe und Kunstlederprodukte für die Wehrmacht.
Vor dem Hintergrund der kriegsbedingten Mangelwirtschaft suchten die NS-Behörden nach Möglichkeiten, um die Materialeigenschaften von Schuhkomponenten zu verbessern. Das „Reichsamt für Wirtschaftsausbau“ richtete daher im Mai 1940 eine „Schuhprüfstrecke“ im Konzentrationslager Sachsenhausen ein, die dann bis zum Frühjahr 1945 von der SS als Strafkommando betrieben wurde. Getestet wurde dort das Material von mindestens 79 Unternehmen – eines davon war Freudenberg.
Während des kriegsbedingten Arbeitskräftemangels beschäftigte Freudenberg zwischen 1940 und 1945 auch Zwangsarbeiter. Über diesen Zeitraum verteilt wurden insgesamt 1.845 Zwangsarbeiter in den Werken in Weinheim, Schönau und Schopfheim eingesetzt.
Als Kapitalgesellschaften durch die Gesetzgebung des „Dritten Reiches“ in ihrem Handlungsspielraum eingeengt wurden, entschied sich die Unternehmensleitung unter Federführung von Freudenberg 1936, die bisher als GmbH geführten Firmen Carl Freudenberg und Freudenberg & Co. in Kommanditgesellschaften und damit in Personengesellschaften umzuwandeln. Der Frankfurter Rechtsanwalt Dr. Bösebeck entwarf 1936 einen Kommanditvertrag, der noch heute unter Juristen als musterhaft gilt, weil er das Interesse der Firma vor den Interessen der Gesellschafter verankert und damit für Stabilität in Finanzierung und Geschäftsführung sorgt. Dieser Kommanditvertrag bildet bis heute die Grundlage des Gesellschaftsvertrages der Freudenberg & Co. KG als Holding der Freudenberg Gruppe.
Nach dem Ende des Zweiten Weltkrieges (1939–1945) wirkten sich Freudenbergs personalpolitische Entscheidungen weiter auf die Entwicklung des Unternehmens aus. Bereits 1936 war der Chemiker Dr. Carl Ludwig Nottebohm eingestellt worden. Nottebohm sollte auf der Grundlage eigener Entwicklungen und Patente neue Geschäftsgebiete für Freudenberg eröffnen. Sein Verfahren bestand in der Herstellung textiler Flächengebilde durch die Verbindung unversponnener, in ein Vlies gelegter Fasern. Diese neuartigen Produkte, „Vliesstoffe“ genannt, sollten zu Kunstleder weiter verarbeitet werden, um das kaum mehr erhältliche Leder zu ersetzen. Mit dem Ende des Zweiten Weltkrieges wurde das Vliesstoff-Trägermaterial unter der Leitung von Nottebohm weiterentwickelt, und so begann 1948 die Produktion von Vlieseline-Einlagestoffen für die Textilindustrie und Vileda-Tüchern aus Vliesstoffen. Damit wurden die nächsten Schritte der Diversifizierung von Freudenberg eingeleitet.
Zum hundertjährigen Firmenjubiläum im Jahr 1949 wurde die Freudenberg Wohnbauhilfe gegründet. Damit begegnete die Unternehmensleitung der Wohnungsknappheit nach dem Zweiten Weltkrieg. Die Wohnbauhilfe unterstützt bis heute die Mitarbeiter bei der Finanzierung von Wohneigentum.
Richard Freudenbergs Bemühungen um eine zielgerichtete Internationalisierung des Unternehmens führten ihn bereits 1948 auf seine erste Geschäftsreise in die USA nach dem Zweiten Weltkrieg. Wie schon vor dem Krieg zielte er damit auf eine Forcierung des internationalen Geschäfts ab. Ein Resultat davon war 1950 die Gründung der ersten Auslandsproduktionsgesellschaft in den Vereinigten Staaten. In schneller Folge kamen Tochtergesellschaften und Beteiligungen in vielen europäischen Ländern und in Fernost dazu.

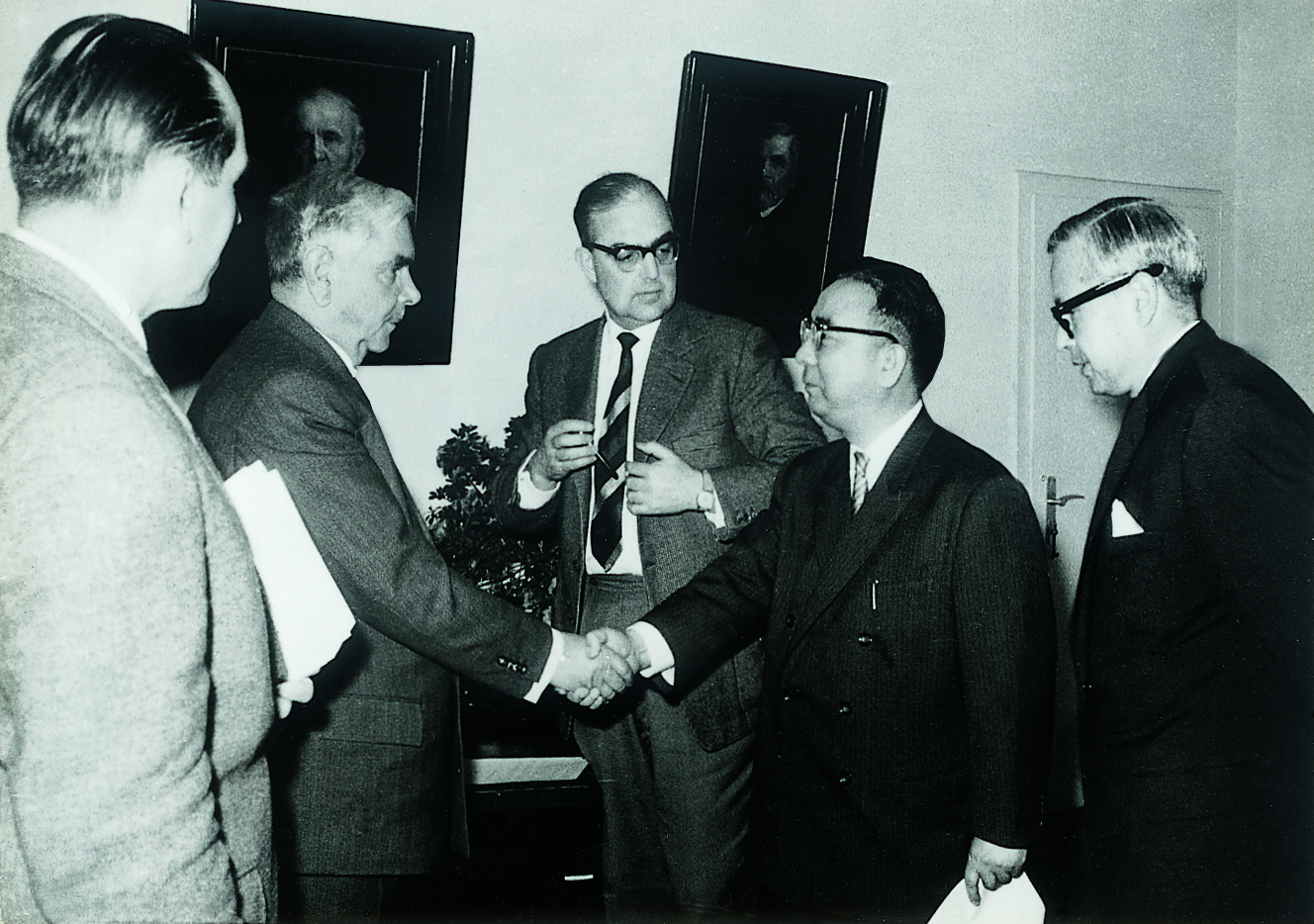
Richard Freudenberg (zweiter von links) im Jahr 1960 mit japanischem Vertragspartner

Die strategische Internationalisierung, die von der Freudenberg Unternehmensleitung unter Führung von Freudenberg weitergeführt wurde, mündete 1960 auch in die Erschließung des japanischen Marktes: Mit der Nippon Oil Seal Industry Company (NOK) in Tokio entstand eine enge Partnerschaft in der Dichtungstechnik. Für den Vliesstoffbereich gründete Freudenberg ein Joint Venture mit japanischen Partnern, die Japan Vilene Company in Tokio.
Das Unternehmen erschloss sich ein weiteres Produktfeld: Die Kautschuk-Bodenbeläge der Marke „nora“ kamen 1950 als Weiterentwicklung von Schuhsohlen auf den Markt. Damit wurde die von Freudenberg mitentwickelte Unternehmensstrategie der Diversifizierung weiter vorangetrieben. Die nächsten Diversifizierungsschritte von Freudenberg folgten im Jahr 1957. Zunächst stieg Freudenberg in die Schwingungstechnik ein und ergänzte so das Know-how aus der Dichtungstechnik. Im gleichen Jahr wurde mit den ersten Filtern der Produktbereich der Technischen Vliesstoffe begründet.
Im Jahr 1958 baute Freudenberg einen Forst- und Holzbetrieb in Brasilien auf. Nach Angaben der Firma war das Ziel der systematischen Aufforstung zum einen die voranschreitende Versteppung der Region aufzuhalten und großflächige Waldbrände zu verhindern. Zum anderen sollte dadurch das unternehmerische Risiko für Freudenberg auch geographisch weiter gestreut werden. Der Betrieb wurde 1988 aufgrund der schwierigen wirtschaftlichen Rahmenbedingungen in der brasilianischen Holzwirtschaft eingestellt.
Nach seinem 70. Geburtstag im Jahre 1962 schied Richard Freudenberg als Sprecher der Unternehmensleitung aus. Daraufhin übernahm er bis 1972 den Vorsitz im Gesellschafterausschuss. In dieser Eigenschaft begleitete er intensiv die weitere Entwicklung des Unternehmens. Ein Beispiel hierfür ist die Übernahme der Firma Klüber Lubrication.
Im Jahr 1966 erwarb Freudenberg den Schmierstoffhersteller Klüber Lubrication in München und erschloss sich damit ein völlig neues Geschäftsfeld. Dass der alleinige Eigentümer Theodor Klüber sein Unternehmen gerade an Freudenberg verkaufte, hatte nach seinen Angaben einen sehr speziellen Hintergrund: die pazifistische Grundhaltung von Freudenberg. Diese kam in einer Bundestagsrede von Richard Freudenberg am 5. Dezember 1952 zum Ausdruck. Darin sprach er sich gegen die Wiederbewaffnung Deutschlands aus, damit nicht „Deutsche gegen Deutsche kämpfen müssen“. Theodor Klüber identifizierte sich mit dieser Einstellung und bot Freudenberg sein Unternehmen zum Kauf an.

## Der Politiker Freudenberg
Neben seiner unternehmerischen Tätigkeit war Richard Freudenberg politisch aktiv. Im Jahr 1919 begann seine politische Tätigkeit. Er wurde in der Nachfolge seines Vaters als damals jüngster Weinheimer Gemeinderat gewählt, dem er bis 1970 angehörte.
Als Mitglied der Deutschen Demokratischen Partei (DDP) war er 1919 bis 1925 Abgeordneter im Badischen Landtag. Dort war Freudenberg Mitglied des Haushaltsausschusses und setzte sich vor allem für wirtschafts- und finanzpolitische Themen, wie eine Neuordnung der Steuergesetzgebung und den (europäischen) Freihandel ein, die Belange der Lederindustrie sowie für Bildungsthemen im Bereich des Schulwesens (Erhalt der Simultanschule) und der Förderung der Mannheimer Handelshochschule und die Interessen seines Wahlkreises (Förderung des Mannheimer Nationaltheaters) ein. Aber auch Infrastruktur-Themen wie die Fortführung der Neckarkanalisation oder der Ausbau der Energieversorgung standen im Fokus seiner politischen Tätigkeit.
Seit 1919 war er im geschäftsführenden Ausschuss der badischen DDP tätig. Dadurch konnte der Landespolitik der DDP maßgeblich mitgestalten und war auch Delegierter im Reichsausschuss der DDP. Nach seinem Ausscheiden aus dem badischen Landtag 1929 bis zur Auflösung der DDP im Jahr 1933 war er zudem geschäftsführender Vorsitzender des Badischen Landesverbandes in der Deutschen Demokratischen Partei. Er entlastete damit den Parteivorsitzenden Hermann Dietrich, der als Reichstagsabgeordneter und Reichsminister stark in Berlin eingebunden war.
Richard Freudenberg war – wie die damaligen Mitglieder der Unternehmensleitung – wirtschaftsbürgerlicher Befürworter der Weimarer Republik. Die Stellungnahmen gegen Hitler, die Richard Freudenberg und sein Vetter Walter Freudenberg in den Jahren 1932 und 1933 abgaben, wiesen sie als überzeugte Demokraten aus. In den Jahren nach der nationalsozialistischen Machtübernahme arrangierte sich die Freudenberg-Unternehmensleitung immer stärker mit dem totalitären System, sodass das Unternehmen bis zu dessen Ende von der NS-Wirtschaftspolitik profitierte. Am 4. August 1941 beantragte Freudenberg die Aufnahme in die NSDAP und wurde zum 1. Oktober 1941 aufgenommen (Mitgliedsnummer 8.938.088).
Joachim Scholtyseck fasst Freudenbergs politische Einstellung in der Zeit des Nationalsozialismus zusammen: „Richard Freudenbergs Eigendarstellung als unerschrockener NS-Gegner gehört hingegen zum Genre der sattsam bekannten Narrative der Selbstexkulpation und Selbststilisierung, obwohl er keineswegs zu den bedenkenlosen Unternehmern vom Schlag eines Friedrich Flick oder Günther Quandt gehörte. Richard Freudenberg war kein knorriger Hitlergegner wie Robert Bosch, der allerdings einer früheren Generation angehörte und in mancher Hinsicht noch ein Unternehmer des 19. Jahrhunderts war. Es wäre jedoch verfehlt, Freudenberg als einen gewissenlosen Profiteur und Kriegstreiber zu charakterisieren, der zudem für das Schicksal der ausgeplünderten Juden und der Zwangsarbeiter kein Mitgefühl gehabt hätte.“
Am 28. März 1945 erreichten die amerikanischen Streitkräfte die Stadt Weinheim. Auf dem Freudenberg-Werksgelände und kurz darauf auch auf dem Rathaus war die weiße Fahne gehisst. Friedrich Bartels übergab in Anwesenheit von Freudenberg offiziell die Stadt den Amerikanern. Kurz darauf verhandelte Freudenberg als kommissarischer Bürgermeister mit dem amerikanischen Stadtkommandanten die Regelungen des Übergangs zur Besatzungsherrschaft.
Am 3. April 1945 wandte er sich per Flugblatt an die Einwohner der Stadt Weinheim. Er schrieb: „Die aufgerichteten Kartenhäuser sind zusammengestürzt. Wir müssen uns auf den Boden der harten Tatsachen stellen, d. h. ganz klein, mit innerem Anstand und Wahrhaftigkeit von neuem anfangen. […] Ich ermahne die Erwachsenen, ein wachsames Auge auf die Jugend zu haben. In einer freien Welt, der wir dienen wollen, gilt der Mensch auf Grund seines inneren Anstandes, nicht nach äusserem Getue, das uns so geblendet und verführt hat. […] Lasst uns fleissig sein, denn nur so bannen wir die Not. Lasst uns demütig sein, denn nur so werden wir nicht unterwürfig. Lasst uns einander dienen, denn nur so können wir Ruhe halten und in den Jahren das tiefe Tal überwinden.“
Am 10. Mai 1945 wurde er zum kommissarischen Landrat des Landkreises Mannheim ernannt. Gleichzeitig begann die juristische Aufarbeitung der NS-Vergangenheit durch die Alliierten. Die amerikanischen Ermittler richteten ihre Aufmerksamkeit auf Freudenberg, der als Mitglied des Aufsichtsrates bei der Deutschen Bank tätig war. Vom amerikanischen Militärgeheimdienst wurde Freudenberg am 27. Mai 1945 verhaftet und in das Mannheimer Gefängnis gebracht. Als kommissarischer Landrat folgte ihm Karl Geppert nach. Bis 1947 verbrachte Freudenberg seine Haftzeit in verschiedenen Internierungslagern. Am 6. Juni 1947 wurde das Spruchkammerverfahren gegen Freudenberg abgeschlossen; er wurde als „entlastet“ eingestuft.
Richard Freudenberg amtierte ab 1947 als Stadt- und Kreisrat der von ihm gegründeten Parteilosen Wählervereinigung PWV (später Freie Wählervereinigung).
1949 kandidierte er als parteiloser und unabhängiger Bewerber im Wahlkreis Mannheim-Land für den ersten Deutschen Bundestag. Zuvor hatte er ein Angebot der Demokratischen Volkspartei (DVP) erhalten, für sie als Bundestagskandidat im Wahlkreis Mannheim-Land anzutreten. Damit verbunden gewesen wäre eine Absicherung auf dem zweiten Platz der Landesliste der FDP/DVP hinter Theodor Heuss. Freudenberg lehnte das DVP-Angebot aus zwei Gründen ab:
- Er war überzeugter Anhänger der einfachen Mehrheitswahl und wollte daher nach einem eventuellen Scheitern in einem Wahlkreis nicht über einen Listenplatz doch noch in das Parlament einziehen. Seiner Meinung nach bedurfte es keiner Rückversicherung, denn in einem nach demokratischen Spielregeln geführten Wahlkampf zu unterliegen, erschien ihm nicht unehrenhaft. Die Weimarer Republik war seiner Überzeugung nach durch Zwistigkeiten der viel zu zahlreichen Parteien zugrunde gegangen. Das Listenwahlrecht der Weimarer Republik habe die Parteienzersplitterung nur beschleunigt und am Ende zur Entfremdung zwischen Wähler und Gewählten geführt. Damit sich solche Streitereien nicht wiederholen können, wären parteiunabhängige Kandidaten notwendig, die erfahrene, auch in Wirtschaft und Gesellschaft verankerte Persönlichkeiten sein müssten. Darum trat Freudenberg für das Mehrheitswahlrecht ein, das dauerhaft zu einem stabilen Zwei-, allenfalls Drei-Parteien-System führen sollte.
- Zweitens hoffte er, mit einer freien Kandidatur, die nur durch die Möglichkeit der Mehrheits- oder Persönlichkeitswahl gegeben war, die Parteidogmen zu überwinden und damit die richtige politische Entscheidung ohne Partei- bzw. Fraktionsvorgaben in persönlicher Verantwortung gegenüber seinen Wählern und seinem Gewissen fällen zu können.

Freudenberg gewann die Wahl im Wahlkreis Mannheim-Land als Direktkandidat mit 43,69 % der Stimmen vor dem Kandidaten der CDU (25,54 %); die DVP hatte keinen eigenen Kandidaten aufgestellt. Damit gehörte er neben Eduard Edert (Wahlkreis Flensburg) und Franz Ott (Wahlkreis Esslingen) zu den unabhängigen Abgeordneten im 1. Deutschen Bundestag.
Als Hospitant trat er der FDP-Fraktion bei und arbeitete für diese in den Ausschüssen für Außenhandelsfragen und innergebietliche Neuordnung. Er setzte sich dort, wie schon in seiner Zeit im Badischen Landtag, für die Schaffung eines europäischen Wirtschaftsraumes verbunden mit dem Abbau von Zöllen ein.
Einer der Schwerpunkte seiner Politik war der Einsatz für die Gründung des Südweststaats. Auch aus wirtschaftspolitischen Überlegungen trat er für den Zusammenschluss der drei Nachkriegsländer (Süd-)Baden, Württemberg-Baden und Württemberg-Hohenzollern zu einem „Südweststaat“ ein. Nachdem 1950 die Verhandlungen der drei südwestdeutschen Länder über einen Zusammenschluss gescheitert waren, ging die Zuständigkeit diesbezüglich an den Bund über. Im Ausschuss für innergebietliche Neuordnung brachte er daher die Idee ein, für die anstehende Volksabstimmung über den Südweststaat die drei Länder in vier Wahlbezirke aufzuteilen. Dieser Gedanke fand schließlich Eingang in das Wahlgesetz für die Volksabstimmung vom 9. Dezember 1951, die schließlich 1952 zur Gründung des heutigen Landes Baden-Württemberg führte. Damit kann er als einer der „Wegbereiter Baden-Württembergs“ angesehen werden.
Ein weiterer Schwerpunkt seiner Arbeit im Bundestag galt seinem Engagement für das Mehrheitswahlrecht. In den Diskussionen um das Wahlgesetz für den Deutschen Bundestag vertrat er gemeinsam mit der „Deutschen Wählergemeinschaft“ die Position, dass nur diejenigen als Abgeordnete in das Parlament einziehen sollten, die die einfache Mehrheit, jedoch mindestens ein Drittel aller abgegebene Stimmen erhalten hatten. Beim Verfehlen dieses Quorums sollte eine Stichwahl der beiden Kandidaten mit den meisten Stimmen durchgeführt werden. Seine Haltung brachte ihn in Konflikt mit der FDP-Fraktion, die für die relative Mehrheitswahl votierte.
Der Konflikt mit der FDP-Fraktion spitzte sich am 5. Dezember 1952 zu, als Freudenberg eine viel beachtete Rede im Bundestag gegen den Beitritt Deutschlands zur Europäischen Verteidigungsgemeinschaft und damit gegen die Wiederbewaffnung der Bundesrepublik hielt. Er wandte sich leidenschaftlich dagegen, in einem geteilten Land wieder Armeen aufzustellen, die eines Tages vielleicht gegeneinander kämpfen müssten. Seine Position wich erneut von der FDP-Fraktion ab, weshalb er aus der Fraktion ausgeschlossen wurde.
Bei der Wahl zum zweiten Bundestag am 6. September 1953 scheiterte Freudenberg – auch wegen der fehlenden Unterstützung der FDP, die einen eigenen Kandidaten aufstellte – mit 20,8 % der Stimmen am Kandidaten der CDU, der auf einen Stimmenanteil von 38,13 % kam.
Nach dieser Wahlniederlage zog er sich aus der Bundespolitik zurück. Noch bis 1970 gestaltete er jedoch die Kommunalpolitik der Region Weinheim maßgeblich mit. Zudem war er von 1957 bis 1971 Präsident der Industrie- und Handelskammer (IHK) Mannheim sowie im Vorstand des Industrie- und Handelstages (DIHT) tätig.

## Soziales Engagement außerhalb des Unternehmens
Freudenberg widmete sich in seiner Heimatstadt Weinheim zahlreichen Projekten. Beispielsweise stiftete er anlässlich seines 50. Geburtstags im Jahr 1942 der Stadt Weinheim 100.000 RM zum Bau eines Hallenbades. Darüber hinaus förderte er den Bau von Sportstätten, die Weinheimer Schulen und das örtliche Krankenhaus. Seine ehemalige Schule, das heutige Werner-Heisenberg-Gymnasium, unterstützte er in besonderer Weise. Freudenberg war von 1960 bis 1967 als Schatzmeister Vorstandsmitglied der Friedrich-Naumann-Stiftung.

## Ehrungen
- 1924: Ehrenmitgliedschaft des TV 1862 Weinheim[45]
- 1949: Ehrenbürger der Stadt Weinheim[46]
- 1953: Großes Verdienstkreuz der Bundesrepublik Deutschland[47]
- 1959: Großes Bundesverdienstkreuz mit Stern[48]
- 1961: Ehrensenator Universität Heidelberg[49]
- 1962: Ehrenbürger der Stadt Schönau (Odenwald)[50]
- 1962: Verleihung des Ehrendoktors der TH Aachen[51]
- 1962: Ehrenvorsitzender der Freien Wähler, Landesverband Baden-Württemberg[52]
- 1966: Ehrenbürger der Stadt Agudos/Brasilien[53]
- 1971: Ehrenring der Stadt Mannheim[54]
- 1971: Ehrenpräsident der IHK Mannheim[55]
- 1975: Verdienstmedaille des Landes Baden-Württemberg[56][57]